# Slayed?
Slayed? è un album degli Slade, pubblicato nel 1972 dall'etichetta Polydor.
Contiene 10 brani nella versione originale, alla quale sono state aggiunte 5 bonus track nella riedizione del 2006.

## Tracce
1. How d'You Ride - 3:11 (Noddy Holder - Jim Lea)
2. The Whole World's Goin Crazee - 3:36 (Noddy Holder)
3. Look at Last Nite - 3:06 (Noddy Holder - Jim Lea)
4. I Won't Let It Appen Agen - 3:16 (Jim Lea)
5. Move Over - 3:45 (Janis Joplin)
6. Gudbuy T'Jane - 3:32 (Noddy Holder - Jim Lea)
7. Gudbuy Gudbuy - 3:28 (Noddy Holder - Jim Lea)
8. Mama Weer All Crazee Now - 3:45 (Noddy Holder - Jim Lea)
9. I Don' Mind - 3:06 (Noddy Holder - Jim Lea)
10. Let the Good Times Roll/Feel So Fine - 3:46 (Alvin Lee)

### Tracce Bonus[4]
1. My Life Is Natural - 3:17 (Noddy Holder)
2. Candidate - 2:52 (Jim Lea - Don Powell)
3. Wonderin Y - 2:50 (Jim Lea - Don Powell)
4. Man Who Speeks Evil - 3:17 (Jim Lea - Don Powell)
5. Slade Talk to Melanie Readers - 6:47

## Formazione
- Noddy Holder - voce e chitarra ritmica
- Dave Hill - chitarra
- Jim Lea - basso e tastiere
- Don Powell - batteria